# Race of Champions 1997
Race of Champions 1997  kördes på Kanarieöarna 1997.
- Plats:  Kanarieöarna
- Datum: 1997
- Segrare:  Carlos Sainz